# Pomacentrus pavo

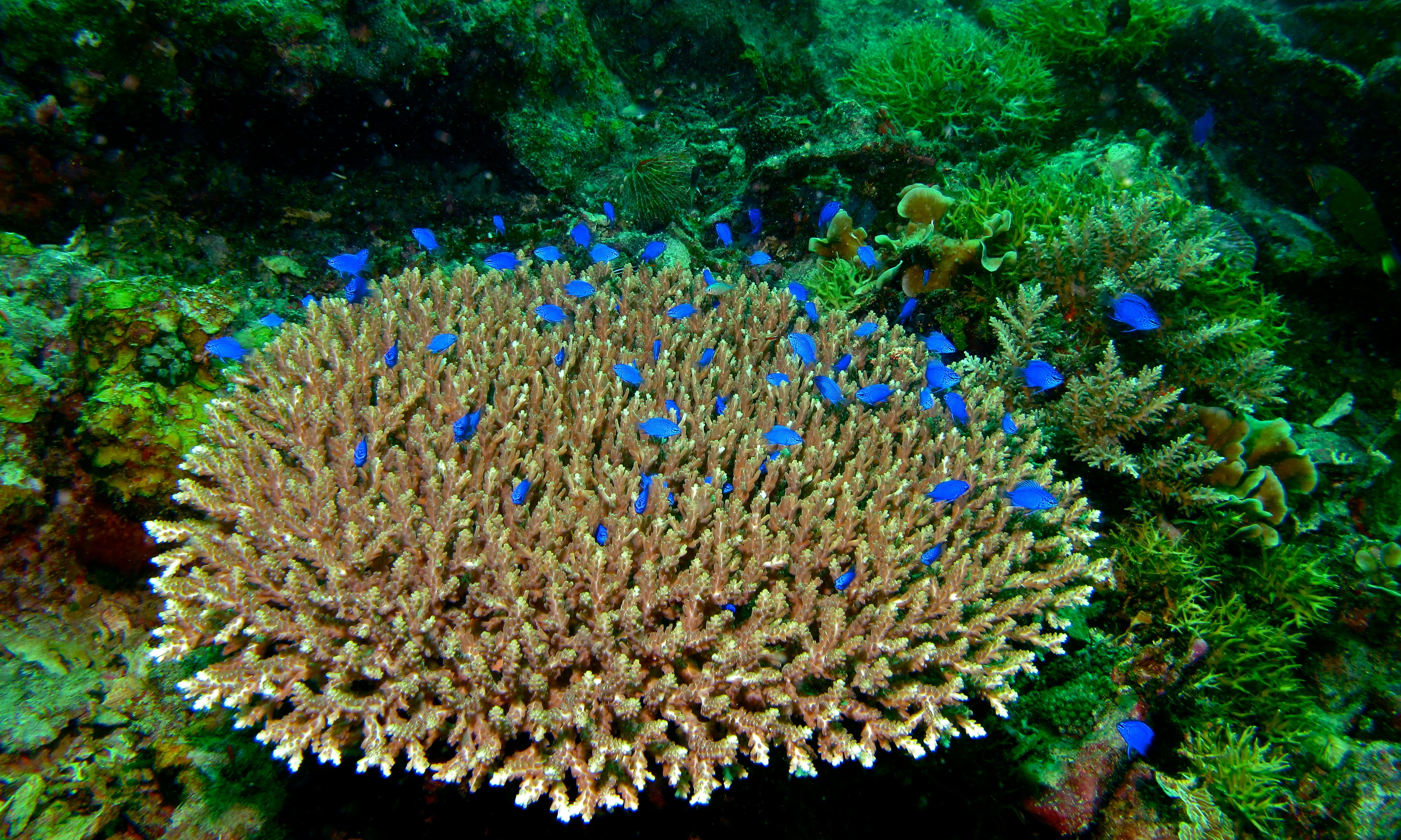
Banco di P. pavo in atteggiamento tipico

Pomacentrus pavo (Bloch, 1787) è un pesce osseo appartenente alla famiglia Pomacentridae.

## Distribuzione e habitat
La specie è diffusa nelle zone tropicali dell'Indo-Pacifico dalle coste dell'Africa orientale alle Tuamotu a est, a nord arriva a Taiwan e a sud all'isola di Lord Howe.
Vive nelle barriere coralline soprattutto in ambienti di laguna o comunque riparati dalla forza del mare e delle correnti,a bassa profondità. Tipicamente si trova su piccoli affioramenti corallini circondati da sabbia. È comune anche nei pressi dei moli.
Vive tra 1 e 18 metri di profondità.

## Descrizione
L'aspetto è quello tipico del genere Pomacentrus con corpo di forma ovale relativamente slanciato. La colorazione del corpo è variabile secondo l'area geografica di provenienza dal verde chiaro al blu acceso. È presente una macchietta scura (non sempre visibile) dietro l'occhio all'altezza della parte superiore dell'opercolo branchiale. La parte posteriore della pinna caudale è di solito gialla, l'estensione di questa colorazione è variabile e può occasionalmente mancare del tutto. In alcune aree dell'oceano Indiano occidentale la pinna dorsale e la pinna anale hanno margini neri. Le pinne pettorali possono essere gialle nei maschi.
Raggiunge gli 8,5 cm di lunghezza.

## Biologia

### Comportamento
È un animale diurno. Gregario, forma banchi.

### Alimentazione
Si nutre di alghe filamentose e di zooplancton come uova e larve di pesci, copepodi, misidacei e altri crostacei. Più raramente consuma copepodi bentonici.

### Riproduzione
È una specie ovipara, le uova aderiscono al fondale e vengono sorvegliate e ossigenate dal maschio.

### Predatori
Sono segnalati casi di predazione da parte di Plectropomus leopardus.